# Lura

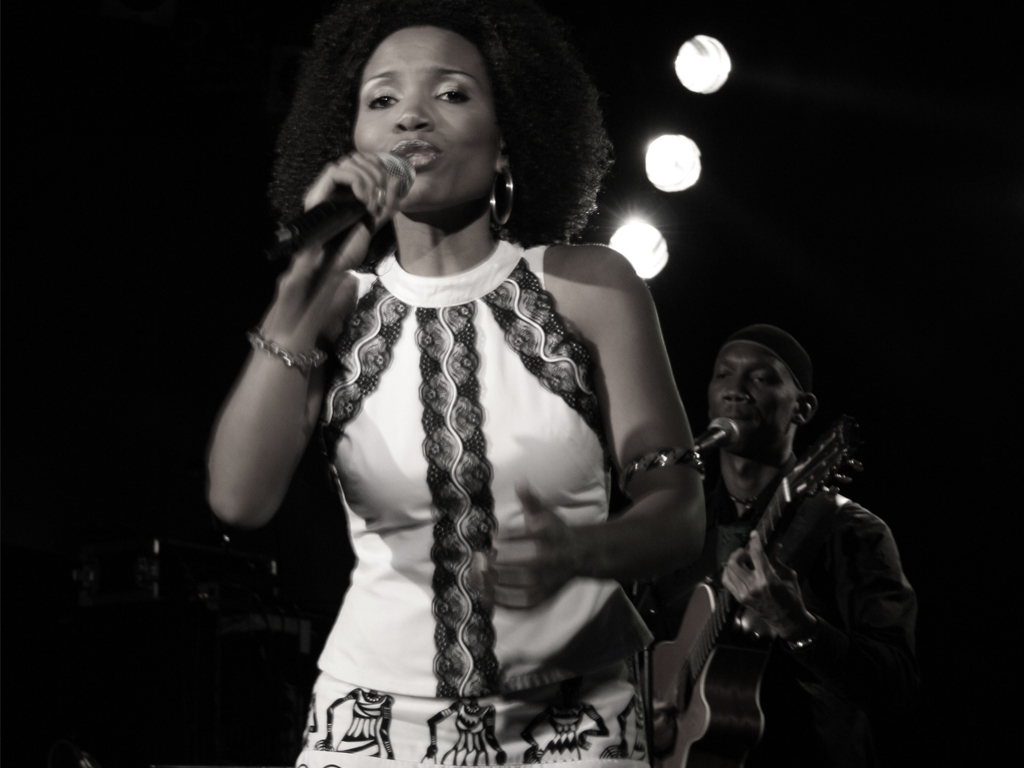
Lura under ett framträdande i Italien.

Lura, egentligen Maria de Lurdes Assunção Pina, född 31 juli 1975 i Lissabon, är en portugisisk sångerska. Hon är uppvuxen i Portugal, men är musikaliskt väldigt inspirerad av sina föräldrars hemland, Kap Verde. 

## Diskografi
- Nha Vida (1996)
- In Love (2002)
- Di Korpu Ku Alma (2005)
- M'bem di fora (2006)
- Eclipse (2009)